# Maria Ifigênia
Maria Ifigênia de Alvarenga (São João del-Rei, c. 1779 — Itabirito, 14 de julho de 1797) é a filha primogênita do casal inconfidente Bárbara Heliodora e Alvarenga Peixoto.

## Biografia
Consta que o casamento de Bárbara Heliodora com Alvarenga ocorrera após o nascimento de Maria Ifigênia, quando esta tinha aproximadamente três anos de idade. Ela teria nascido, portanto, por volta de 1779, em São João del-Rei.
Viveu com os pais entre São João del-Rei, Campanha e São Gonçalo do Sapucaí, lugares onde seus pais possuíam incontáveis propriedades. Ao completar sete anos Alvarenga escreveu e dedicou-lhe o poema intitulado Amada Filha, contendo conselhos religiosos.
Nos Autos da Devassa, um inconfidente chegou a confessar que Alvarenga cogitava ser o rei do então governo dissidente, Bárbara a rainha, e Maria Ifigênia a princesa.
Em 2020, a genealogista Maria Celina Exner Godoy Isoldi publica na revista de número 20 da ASBRAP - Associação Brasileira de Pesquisadores de História e Genealogia -, o então descoberto registro de matrimônio de Maria Ifigênia, que em Itabirito se casou aos 9 de fevereiro de 1797 com Joaquim Martins da Silva, filho do sargento mor João Martins da Silva e sua mulher Bárbara Joana Pereira.

### Falecimento
Por muitos anos, muitos historiadores afirmavam que Maria Ifigênia morrera em um acidente quando em percurso entre o arraial de São Gonçalo e a vila da Campanha da Princesa da Beira, tendo caído do cavalo que conduzia e não resistido. Ifigênia contaria com 15 anos de idade. Contudo, o assento paroquial de óbito, apontado na década de 1920 pelo vigário de São Gonçalo do Sapucaí como sendo de Ifigênia, não apresenta nome completo, nem filiação ou causa da morte, tão só citando sepultamento no adro da capela de São Gonçalo. Por fim, visitando o livro de óbitos da mesma localidade, encontra-se o registro do falecimento de Maria Ifigênia, que ali ocorreu aos 14 de julho de 1797. Não deixou descendência.
Em meados da década de 20, os restos mortais de Bárbara e seus filhos foram trasladados ao cemitério da cidade.